# Enric Navarro i Borràs
Pour les articles homonymes, voir Borràs.
Enric Navarro i Borràs, né à Valence en 1891 et mort à Valence en 1943, est un écrivain valencien, romancier, dramaturge et poète.

## Biographie
Membre de Joventut Valencianista, il dirige la revue Taula de Lletres Valencianes durant sa première époque, ainsi qu'un temps La República de les Lletres. Une grande partie de son œuvre poétique est rassemblée dans le recueil El vol de l'arc, publié en 1935.
Dans la dispute esthétique entre avant-gardistes et traditionalistes, il prend parti pour Maximilià Thous Llorens et Carles Salvador, et s'oppose ainsi à Eduard Martínez Ferrando, Miquel Duran de València et le frère de ce dernier, Enric Duran i Tortajada.
Il est primé aux Jeux floraux de Lo Rat Penat en 1917, 1922 et 1935. Il est l'un des signataires des Normes de Castellón de 1932. Avec Bernat Artola, Ricard Blasco, Adolf Pizcueta et Carles Salvador, il fait partie de la délégation valencienne au Second Congrès international d'écrivains pour la défense de la culture, célébré à Valence en 1937.

## Œuvres
Liste incomplète

### Roman
- 1914 : La casa de roín pastor, novel·la
- 1915 : El preu de la ventura, novel·la
- 1920 : De l'abisme al cim, novel·la
- 1920 : Ni llar, ni amor, ni glòria, novel·la en vers
- 1930 : Les desventures d'Abel, novel·la

### Théâtre
- La mala senda
- La veu de l'amor
- La ratlla negra

### Poésie
- 1920 : El caminant enamorat
- 1921 : Fulles d'un llibre. De València (poème présenté aux Jeux floraux de Barcelone[2])
- 1935 : El vol de l'arc